# Ulrik Kickow
Johan Ulrik Kickow även stavningarna Kick, Kickhoff, Kirkhoff och Kikhoff förekommer, född okänt år, och död efter 1709, var en svensk guldsmed och konsthantverkare.  
Kickow blev guldsmedsmästare i Skåne 1689 och omtalas 1705-1709 som verksam i Stockholm. Bland hans arbeten märks en silverpokal från 1689 i Kungsholms kyrka i Stockholm, en kalk från 1690 i Västra Ryds kyrka, en dryckeskanna från 1692 som numera ingår i de Hallwylska samlingarna, en dopskål i Landskrona kyrka. Han färdigställde de av Christoffer Hörneman påbörjade ornamentala utsmyckningen av trädgårdsportarna vid Drottningholms slott. Kickow finns representerad vid Nationalmuseum i Stockholm.